# Saison 2 de Rookie Blue
Chronologie
Saison 1 Saison 3
Cet article présente les épisodes de la deuxième saison de la série télévisée canadienne Rookie Blue.

## Généralités
- Cette deuxième saison est composée de 13 épisodes.
- La diffusion francophone de cette saison a démarré :
  - en France, à partir du 3 octobre 2011 sur 13ème rue ;
  - au Québec, à partir du 8 mai 2012 sur AddikTV[1].

## Distribution de la saison

### Acteurs principaux
- Missy Peregrym (VF : Christine Bellier) : Andy McNally
- Gregory Smith (VF : Hervé Rey) : Dov Epstein
- Charlotte Sullivan (VF : Pamela Ravassard) : Gail Peck
- Enuka Okuma (VF : Alice Tarand) : Traci Nash
- Travis Milne (VF : Alexandre Guansé) : Chris Diaz
- Ben Bass (VF : Patrick Mancini) : Sam Swarek
- Eric Johnson (VF : Benjamin Egner) : Inspecteur Luke Callaghan

### Acteurs récurrents
- Melanie Nicholls-King (en) (VF : Zaïra Benbadis) : Noelle Williams
- Matt Gordon (en) (VF : Pascal Montségur) : Oliver Shaw
- Noam Jenkins (VF : Philippe Valmont) : Inspecteur Jerry Barber
- Lyriq Bent (VF : Daniel Lobé) : Frank Best
- Camille Sullivan : Détective Jo Rosati[2]

### Invités
- Aaron Abrams : Donovan Boyd
- Mayko Nguyen : Sue Tran
- Callum Keith Rennie : Jamie Brennan
- Lauren Holly : Superintendent Elaine Peck
- Kathleen Robertson : Leslie Atkins

## Épisodes

### Épisode 1:La Cible est rouge
- Canada /  États-Unis : 23 juin 2011 sur Global / ABC[3]
- France : 3 octobre 2011 sur 13ème rue[4]
- Québec : 8 mai 2012 sur AddikTV

- Canada : 1,38 million de téléspectateurs[5]
- États-Unis : 5,83 millions de téléspectateurs[6]

- Camille Sullivan (Detective Jo Rosati)
- Rebecca Williams (Kate Novatski)
- Aaron Abrams (Donovan Boyd)
- Jeff Irving (Adrian Sparks)
- Kristen Gutoskie (Miranda)

### Épisode 2:Flic ou Voyou
- Canada /  États-Unis : 30 juin 2011 sur Global / ABC
- France : 3 octobre 2011 sur 13ème rue
- Québec : 15 mai 2012 sur AddikTV

- Canada : 1,07 million de téléspectateurs[7]
- États-Unis : 5,45 millions de téléspectateurs[8]

- Camille Sullivan (Detective Jo Rosati)
- Polly Shannon (Tori)
- Alan Van Sprang (Patrick Murphy)
- Joris Jarsky (Russell Mackie)

### Épisode 3:Lune meurtrière
- Canada /  États-Unis : 7 juillet 2011 sur Global / ABC
- France : 3 octobre 2011 sur 13ème rue
- Québec : 22 mai 2012 sur AddikTV

- Canada : 1,399 million de téléspectateurs[9]
- États-Unis : 5,7 millions de téléspectateurs[10]

- Camille Sullivan (Detective Jo Rosati)
- Tattiawna Jones (Tanya Makin)
- Kristopher Turner (Daniel Baird)

### Épisode 4:Pyromanie
- Canada /  États-Unis : 14 juillet 2011 sur Global / ABC
- France : 10 octobre 2011 sur 13ème rue
- Québec : 29 mai 2012 sur AddikTV

- Canada : 1,25 million de téléspectateurs[11]
- États-Unis : 5,33 millions de téléspectateurs[12]

- Camille Sullivan (Detective Jo Rosati)
- Christine Horne (Lidia Hannah)
- David Keeley (Donald Sharpe)
- Jordan Todosey (Esther Sharpe)

### Épisode 5:Tous piégés
- Canada /  États-Unis : 21 juillet 2011 sur Global / ABC
- France : 10 octobre 2011 sur 13ème rue
- Québec : 5 juin 2012 sur AddikTV

- Canada : 1,506 million de téléspectateurs[13]
- États-Unis : 5,39 millions de téléspectateurs[14]

- Camille Sullivan (Detective Jo Rosati)
- Mayko Nguyen (Sue Tran)
- Brandon McGibbon (Marco Forlan)
- Sheila McCarthy (Leigh Senett)

### Épisode 6:De toute évidence
- Canada /  États-Unis : 28 juillet 2011 sur Global / ABC
- France : 17 octobre 2011 sur 13ème rue
- Québec : 12 juin 2012 sur AddikTV

- Canada : 1,311 million de téléspectateurs[15]
- États-Unis : 4,92 millions de téléspectateurs[16]

- Camille Sullivan (Detective Jo Rosati)
- Lauren Holly (Superintendent Elaine Peck)
- Samantha Munro (Deena)

### Épisode 7:Mise au point
- Canada /  États-Unis : 4 août 2011 sur Global / ABC
- France : 17 octobre 2011 sur 13ème rue
- Québec : 19 juin 2012 sur AddikTV

- Canada : 1,402 million de téléspectateurs[17]
- États-Unis : 5,2 millions de téléspectateurs[18]

- Camille Sullivan (Detective Jo Rosati)
- Kate Todd (Jane Eddie)
- Melanie Scrofano (Sophie)
- Hugh Thompson (Ray Nixon)

### Épisode 8:Quarantaine
- Canada /  États-Unis : 11 août 2011 sur Global / ABC
- France : 24 octobre 2011 sur 13ème rue
- Québec : 26 juin 2012 sur AddikTV

- Canada : 1,585 million de téléspectateurs[19]
- États-Unis : 3,97 millions de téléspectateurs[20]

- Brian Markinson (James Mitchell)
- Mayko Nguyen (Sue Tran)

### Épisode 9:Une histoire de famille
- Canada /  États-Unis : 18 août 2011 sur Global / ABC
- France : 24 octobre 2011 sur 13ème rue
- Québec : 3 juillet 2012 sur AddikTV

- Canada : 1,226 million de téléspectateurs[21]
- États-Unis : 4,57 millions de téléspectateurs[22]

- John Bregar (Aaron Samuels)
- Mayko Nguyen (Sue Tran)
- Patrick Kwok-Choon (Kenny Chan)
- Jadyn Wong (Mary Vu)
- Michael Xavier (Bernie Lucas)

### Épisode 10:Un plan sans accroc
- Canada /  États-Unis : 25 août 2011 sur Global / ABC
- France : 31 octobre 2011 sur 13ème rue
- Québec : 10 juillet 2012 sur AddikTV

- Canada : 1,642 million de téléspectateurs[23]
- États-Unis : 4,89 millions de téléspectateurs[24]

- Aaron Abrams (Donovan Boyd)
- Mayko Nguyen (Sue Tran)
- Kathleen Robertson (Leslie Atkins)

### Épisode 11:Profession de foi
- Canada /  États-Unis : 1er septembre 2011 sur Global / ABC
- France : 31 octobre 2011 sur 13ème rue
- Québec : 17 juillet 2012 sur AddikTV

- Canada : 1,365 million de téléspectateurs[25]
- États-Unis : 4,09 millions de téléspectateurs[26]

- Aaron Abrams (Donovan Boyd)
- Callum Keith Rennie (Jamie Brennan)
- James Gilbert (Jeremy)
- Benz Antoine (Father Jean Pierre)
- Paul Fauteux (Donnie)

### Épisode 12:À double tranchant
- Canada /  États-Unis : 8 septembre 2011 sur Global / ABC[27]
- France : 7 novembre 2011 sur 13ème rue
- Québec : 24 juillet 2012 sur AddikTV

- Canada : 964 000 téléspectateurs[28]
- États-Unis : 4,51 millions de téléspectateurs[29]

- Aaron Abrams (Donovan Boyd)
- Callum Keith Rennie (Jamie Brennan)
- Landon Norris (Danny Blake)
- Kristina Pesic (Lindsay Blake)

### Épisode 13:Nouveau départ
- Canada /  États-Unis : 8 septembre 2011 sur Global / ABC[27]
- France : 7 novembre 2011 sur 13ème rue
- Québec : 31 juillet 2012 sur AddikTV

- Canada : 1,465 million de téléspectateurs[28]
- États-Unis : 5,06 millions de téléspectateurs[29]

- Callum Keith Rennie (Jamie Brennan)
- Aaron Abrams (Donovan Boyd)
- Mayko Nguyen (Sue Tran)
- Shannon Kook-Chun (Pete Sun)
- Helene Joy (Giselle Armstrong)